# Nationalbibliotek

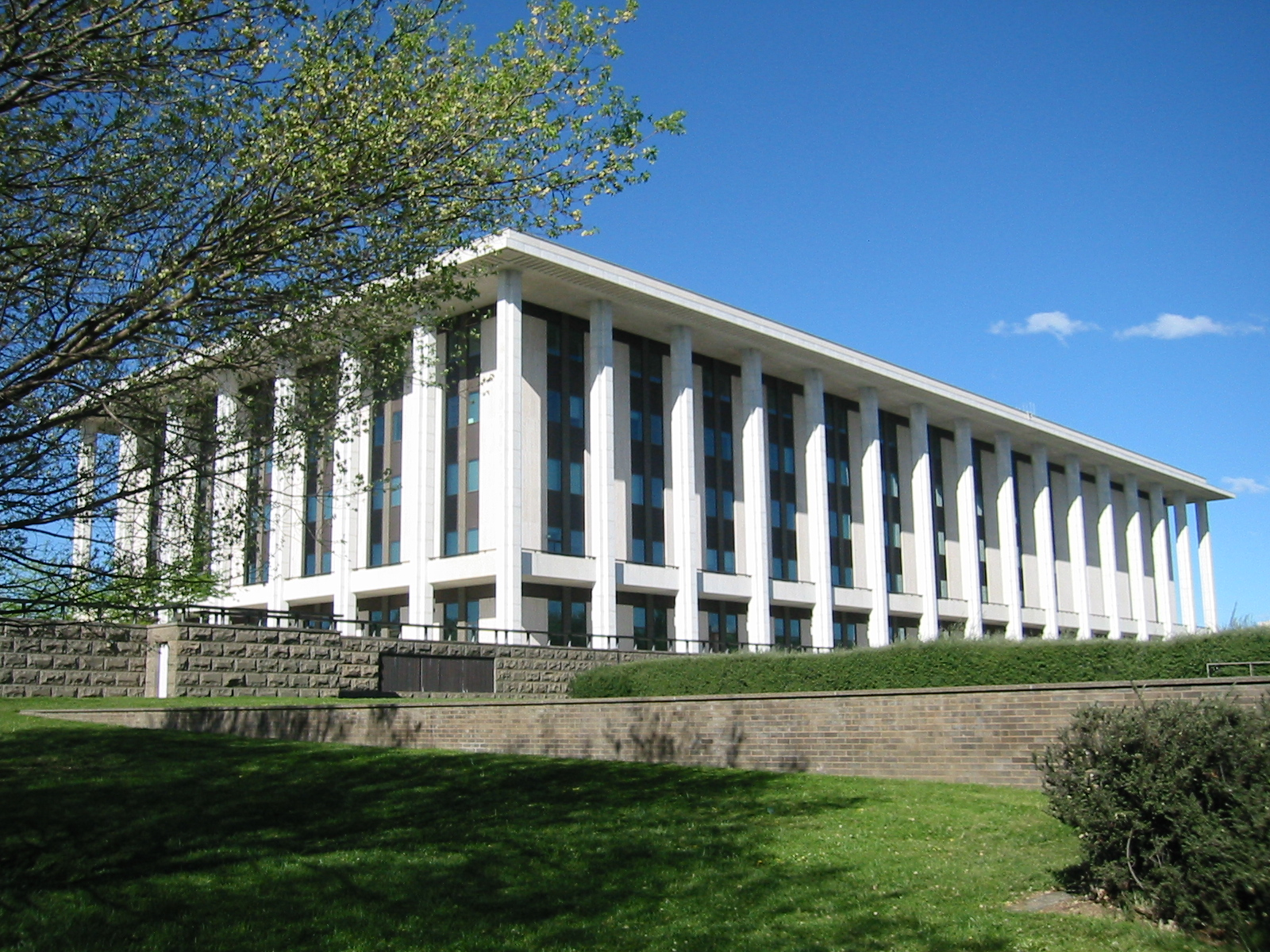
Australiens nationalbibliotek i huvudstaden Canberra.

Ett nationalbibliotek är ett statligt bibliotek med uppgift att tillvarata och dokumentera det litterära kulturarvet. Det har i regel stora och i olika avseenden betydelsefulla samlingar av böcker, tidningar och andra bärare av information. Ofta innehåller nationalbiblioteken många sällsynta och värdefulla verk.
I många länder handhar nationalbiblioteket pliktleveranser.
Kungliga biblioteket är Sveriges nationalbibliotek.
I vissa länder har även autonoma regioner institutioner med funktioner motsvarande ett nationalbibliotek. Detta gäller bland annat i länder med flera språk. Ett exempel är Spanien, där centralbibliotek i Baskien, Galicien och Katalonien dokumenterar kulturarven på baskiska, galiciska respektive katalanska. Ett annat är Danmark, där de självstyrande Färöarna och Grönland har varsitt centralbibliotek med motsvarande status. 